# جيم كيلي (لاعب كرة قدم أمريكية)
جيم كيلي (بالإنجليزية: Jim Kelly)‏ هو لاعب كرة قدم أمريكية أمريكي، ولد في 23 أبريل 1942 في ماكيسبورت في الولايات المتحدة.

## وصلات خارجية
- جيم كيلي على موقع مرجع كرة القدم المحترفة.كوم (الإنجليزية)
- جيم كيلي على موقع JustSportsStats.com (الإنجليزية)
- جيم كيلي على موقع كلية كرة القدم في سبورتس رفرنس.كوم (الإنجليزية)